# Anders Andén
Anders Hjalmar Andén, född 17 februari 1880 i Forsmark, Stockholms län, död 28 oktober 1964 i Heliga Trefaldighets församling, Uppsala, var en svensk militär (överste).
Andén blev underlöjtnant vid Hälsinge regemente (I 14) 1900 och löjtnant där 1902. Han avlade filosofie kandidatexamen i Uppsala 1903 och genomgick Krigshögskolan 1905-1907. Andén var instruktör i persiska gendarmeriet 1914–1915, blev kapten 1916 och var tillförordnat legationsråd i Petrograd 1917–1918. Han transporterades till Skaraborgs regemente (I 9) 1920, blev major vid Upplands infanteriregemente (I 8) 1923 och befordrades till överstelöjtnant 1928. Andén blev överstelöjtnant i generalstaben 1929, chef för generalstabens utbildningsavdelning 1930, överste och chef för Dalregementet (I 13) 1933–1940 och var befälhavare för Mora försvarsområde 1940–1945. Han invaldes som ledamot av Kungliga Krigsvetenskapsakademien 1931.
Andén var son till handlanden Heribert Andén och Elin Forssman samt bror till Eva Andén. Han gifte sig 1911 med Dea Bendz (född 1887), dotter till filosofie doktor Anders Bendz och Elin Grönvall. Makarna var föräldrar till Gull (född 1912), Ingegerd (född 1916), Tryggve (född 1919) och Hans (född 1928).

## Utmärkelser
- Riddare av Svärdsorden (RSO), 1921[7]
- Riddare av Vasaorden (RVO), 1933[8]
- Kommendör av första klassen av Svärdsorden (KSO1kl), 1939[9]
- Kommendör av första klassen av Vasaorden (KVO1kl), 1946[10]
- 3. klass av Persiska Lejonorden (PersLSO3kl)[5]
- 2. & 3. klass av Preussiska Röda Korsets medalj[5]
- 2. klass av Österrikiska Röda Korsets hederstecken (ÖRKHt2kl)[5]